# Anna van Pruisen (1576-1625)

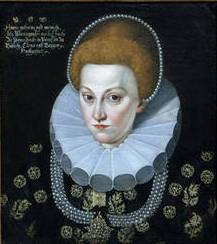

Anna van Pruisen (Koningsbergen, 3 juli 1576 - Berlijn, 30 augustus 1625) was de oudste dochter van Albrecht Frederik van Pruisen en van Maria Eleonora van Gulik-Kleef. Zij huwde in 1594 met keurvorst Johan Sigismund van Brandenburg. Anna was zeker geen schoonheid en het huwelijk werd vooral afgesloten om de aanspraken van Brandenburg op het hertogdom Pruisen veilig te stellen. Anna werd als nicht van de laatste hertog van Kleve, Johan Willem door de Pruisische  Hohenzollern beschouwd als erfgenaam van de hertogdommen Kleef, Gulik en Berg, evenals van de graafschappen Mark en Ravensberg. Tot slot  van de Gulik-Kleefse opvolgingsstrijd dienden de Hohenzollern de erfenis te delen met Palts-Neuburg. Voor het eerst kwamen gebieden in  Rijnland en Westfalen terecht bij Brandenburg-Pruisen.

## Kinderen
- Georg Willem van Brandenburg (13 november 1595 - 1 december 1640), was hertog van Pruisen. Trad in het huwelijk met Elisabeth Charlotte van de Palts.
- Anna Sophia (15 maart 1598 - 19 december 1659), gehuwd met hertog Frederik Ulrich van Brunswijk-Wolfenbüttel
- Maria Eleonora (11 november 1599 - 28 maart 1655), die gehuwd was met koning Gustaaf II Adolf van Zweden, en moeder werd van koningin Christina.
- Catharina (28 mei 1602 - 27 augustus 1644), die gehuwd was met Gabriël Bethlen, vorst van Zevenburgen.
- Joachim Sigismund (1603 - 1625)
- Agnes (1606 - 1607)
- Johan Frederik (1607 - 1608)
- Albert Christiaan (1609)

### Voorvaderen
| Frederik Willem I van Brandenburg | Frederik Willem I van Brandenburg                                                | Frederik Willem I van Brandenburg                                                | Frederik Willem I van Brandenburg                                                 | Frederik Willem I van Brandenburg                                                 | Frederik Willem I van Brandenburg                                                | Frederik Willem I van Brandenburg                                                | Frederik Willem I van Brandenburg                                                | Frederik Willem I van Brandenburg                                                |
| --------------------------------- | -------------------------------------------------------------------------------- | -------------------------------------------------------------------------------- | --------------------------------------------------------------------------------- | --------------------------------------------------------------------------------- | -------------------------------------------------------------------------------- | -------------------------------------------------------------------------------- | -------------------------------------------------------------------------------- | -------------------------------------------------------------------------------- |
| Overgrootouders                   | Frederik I van Brandenburg-Ansbach (1460–1536) ∞ Sophia van Polen. (1464-1512)   | Frederik I van Brandenburg-Ansbach (1460–1536) ∞ Sophia van Polen. (1464-1512)   | Erik I van Brunswijk-Lüneburg (1470–1540) ∞ Elisabeth von Brandenburg (1510–1558) | Erik I van Brunswijk-Lüneburg (1470–1540) ∞ Elisabeth von Brandenburg (1510–1558) | Johan III van Kleef (1490-1539) ∞ Maria van Gullik (1491-1543)                   | Johan III van Kleef (1490-1539) ∞ Maria van Gullik (1491-1543)                   | Keizer Ferdinand I (1503-1564) ∞ 1521 Anna van Bohemen en Hongarije (1503–1547)  | Keizer Ferdinand I (1503-1564) ∞ 1521 Anna van Bohemen en Hongarije (1503–1547)  |
| Grootouders                       | Albrecht van Pruisen (1490-1568) ∞ Anna Maria van Brunswijk-Lüneburg (-)         | Albrecht van Pruisen (1490-1568) ∞ Anna Maria van Brunswijk-Lüneburg (-)         | Albrecht van Pruisen (1490-1568) ∞ Anna Maria van Brunswijk-Lüneburg (-)          | Albrecht van Pruisen (1490-1568) ∞ Anna Maria van Brunswijk-Lüneburg (-)          | Willem V van Kleef (1516-1592) ∞ Maria van Oostenrijk (1531-1581)                | Willem V van Kleef (1516-1592) ∞ Maria van Oostenrijk (1531-1581)                | Willem V van Kleef (1516-1592) ∞ Maria van Oostenrijk (1531-1581)                | Willem V van Kleef (1516-1592) ∞ Maria van Oostenrijk (1531-1581)                |
| Ouders                            | Albrecht Frederik van Pruisen (1553–1618) ∞ Maria Eleonora van Gulik (1550–1608) | Albrecht Frederik van Pruisen (1553–1618) ∞ Maria Eleonora van Gulik (1550–1608) | Albrecht Frederik van Pruisen (1553–1618) ∞ Maria Eleonora van Gulik (1550–1608)  | Albrecht Frederik van Pruisen (1553–1618) ∞ Maria Eleonora van Gulik (1550–1608)  | Albrecht Frederik van Pruisen (1553–1618) ∞ Maria Eleonora van Gulik (1550–1608) | Albrecht Frederik van Pruisen (1553–1618) ∞ Maria Eleonora van Gulik (1550–1608) | Albrecht Frederik van Pruisen (1553–1618) ∞ Maria Eleonora van Gulik (1550–1608) | Albrecht Frederik van Pruisen (1553–1618) ∞ Maria Eleonora van Gulik (1550–1608) |
| Anna van Pruisen (1576–1625)      |                                                                                  |                                                                                  |                                                                                   |                                                                                   |                                                                                  |                                                                                  |                                                                                  |                                                                                  |